# Liste de personnalités américaines d'origine égyptienne
Un Égypto-Américain est un Américain d'héritage ou d'ascendance égyptienne. Ceci est une liste d'Égypto-Américains célèbres ou réputés dans leur(s) domaine(s). Pour être inclus dans cette liste, ces personnes doivent avoir un article avec des références montrant qu'ils sont d'origine égyptienne et citoyens américains.
- Abbas El Gamal (1950–), informaticien, entrepreneur
- Ahmed Ahmed (1970–), acteur.
- Ahmed I. Zayed, mathématicien.
- Ahmed Ibrahim, Cupid Cabbie de New York.
- Ahmed Zewail (1946 – 2016), lauréat du Prix Nobel de chimie[1] at the California Institute of Technology[2],[3],[4],[5].
- Alaa Abdelnaby (1968–), joueur de basketball professionnel
- Allen Adham, homme d'affaires
- Amir Khillah (1979–) artiste martial
- Asaad Kelada, personnalité du monde de la télévision
- Ayaad Assaad (1948–), microbiologiste et toxicologiste.
- Ayman Mohyeldin, journaliste pour NBC News, anciennement pour Al Jazeera et CNN
- Dalia Mogahed (1974–), académicien et ancien conseiller de Barack Obama.
- Dina Powell (1973–), homme politique
- Essam Heggy, scientifique de la NASA
- Farida Osman (1995–), nageur
- Farouk El-Baz (1938–), professeur et ancien scientifique de la NASA
- Fayez Sarofim, investisseur.
- Feisal Abdul Rauf (1948–), imam
- Gamal Helal (1954–), interprète et diplomate
- Halim El-Dabh (1921) compositeur, éducateur.
- Hoda Kotb (1964–), présentateur TV.
- Ibrahim Oweiss (1931–), économiste, conseiller, professeur
- Jehane Noujaim, réalisateur de documentaires
- Kareem Salama (1978–), chanteur country
- Karine Bakhoum, a chef cuisinier
- Khaled Abou El Fadl, professeur de droit
- Leila Ahmed (1940 – ), professeur
- Mamoun Fandy, académicien
- Mark Seif (1967 – ), champion de monde de poker et présentateur TV
- Medhat Haroun, (1951-2012), ingénieur en sismographie
- Michael Mina (1969–), chef cuisinier.
- Mohamed El-Erian (1958–), PDG de PIMCO
- Mona Eltahawy (1967–), journaliste
- Mostafa El-Sayed (1933–), scientifique et professeur
- Nabih Youssef, ingénieur
- Norsereddin (XVIIe siècle), pionnier
- Omar Metwally (1974–), acteur
- Omar Samhan (1988–), joueur de basketball professionnel
- Omar Sharif (1932-2015), acteur
- Stephen T. Shippy, (1977–), a.k.a. Prozak, rappeur
- Raef Haggag, (1982-), chanteur
- Rami Malek (1981 – ), acteur
- Rashad Khalifa (1935 – 1990), biochimiste
- Reda Athanasios (1954–), entrepreneur
- Rushdi Said (1920 – 2013), géologue
- Saad Eddin Ibrahim (1938–), sociologue
- Sam Khalifa (1963–), ancien joueur de baseball
- Sammy Sheik (1981–), acteur
- Sarah Fasha, actrice et top model
- Shereef Akeel (1965 –), avocat
- Sherif Fayed (1992–), footballeur, viner
- Shihab S. Asfour, professeur en ingénierie
- Stephen Adly Guirgis, dramaturge.
- Taher Elgamal (1955–), cryptographe
- Wendie Malick (1950–), actrice et top model